# Pine Grove (Oregon, Wasco megye)
Pine Grove az Amerikai Egyesült Államok északnyugati részén, Oregon állam Wasco megyéjében elhelyezkedő statisztikai település. A 2020. évi népszámlálási adatok alapján 142 lakosa van.

## Népesség
A település népességének változása:
| Lakosok száma | 162  | 148  | 142  |
|               | 2000 | 2010 | 2020 |